# Zieria robertsiorum
Zieria robertsiorum är en vinruteväxtart som beskrevs av J.A.Armstr.. Zieria robertsiorum ingår i släktet Zieria och familjen vinruteväxter. Inga underarter finns listade i Catalogue of Life.